# بيتر ناردون
بيتر ناردون (بالإنجليزية: Peter Nardone)‏ هو موزع ومغني وملحن بريطاني، ولد في 1965 في Renfrewshire ‏ في المملكة المتحدة.